# Red Scorpions FC
Der Red Scorpions FC (meist kurz Red Scorpions, auch Red Scorpion FC) ist ein gambischer Frauenfußballverein.

## Geschichte
Das Team wurde im April 1988 von Ben Hooper (auch: Hupper) in Bakau gegründet und hieß zunächst Dolphins. Der Verein war einer der ersten Frauenfußballvereine in Gambia und der erste in Bakau. Besonders in den Gründungsjahren wurde das Team von Ousman B. Conateh, dem Präsidenten der Gambia Football Association (GFA) unterstützt.
1994/1995 gewann das Team den FA Cup und 1996 die Meisterschaft. Ab der Einrichtung der Frauenfußballliga im Jahr 2000 waren die Red Scorpions dort vertreten. Im April 2009 wurde das 21-jährige Bestehen gefeiert.
Ende April 2016 wurden mehrere Spielerinnen des Teams und Cotrainerin Haddy Sanneh von der Gambia Football Federation wegen Tätlichkeiten gegen den Schiedsrichter und einen Schiedsrichterassistenten für zwölf Monate gesperrt; das Team wurde für die Saison 2016/2017 in die zweite Liga relegiert.
Seit etwa 2006 sind die Red Scorpions neben dem Interior FC eines der dominierenden Teams der ersten Liga und gewannen die Meisterschaft in den Jahren 2006, 2008, 2011, 2012, 2014, 2018 und 2019.

## Trainer
Das Team wurde zunächst von Gründer Ben Hooper (auch: Hupper), später von Jai Faye, der ältesten Spielerin, trainiert. Daraufhin übernahm Des Samba Mbenga und um 2009 dessen Schwester, die Torhüterin Choro Mbenga, gemeinsam mit Fred David die Position als Trainer.
Spätestens seit Ende 2011 ist Choro Mbenga Cheftrainerin. Mindestens seit 2016 ist Haddy Sanneh Cotrainerin.

## Bedeutende Spielerinnen
Folgende Spielerinnen des Teams spielen im gambischen Fußballnationalteam der Frauen oder haben dort gespielt (Stand: April 2019):
- Mariama Ceesay (Tor)
- Mariama Bojang (Abwehr)
- Awa Tamba (Mittelfeld)
- Awa Jawo (Mittelfeld)
- Ajara Samba (Mittelfeld/Sturm)
- Aminata Camara (Mittelfeld/Sturm)
- Adama Tamba (Sturm)

Weitere ehemalige Spielerinnen des Teams sind Mariama Sowe, Awa Demba, Fatim Jawara und Ola Buwaro.